# Odessa Young
Odessa Young   (Sydney, 11 de gener de 1998) és una actriu australiana. És coneguda pels seus papers als llargmetratges del 2015 Looking for Grace i The Daughter, l'últim dels quals li va valer un premi AACTA a la millor actriu en un paper protagonista. Va guanyar més reconeixements per la seva actuació a la sèrie web High Life el 2017. El 2018, va protagonitzar les pel·lícules Assassination Nation i A Million Little Pieces. Aquell any, també va fer el seu debut fora de Broadway a Days of Rage. El 2020, va protagonitzar Frannie a la minisèrie post-apocalipsi The Stand, basada en la novel·la homònima de 1978 de Stephen King, i al costat d'Elisabeth Moss a Shirley (2020), una pel·lícula sobre la novel·lista Shirley Jackson.

## Biografia
Young va créixer a Austràlia, on el seu pare és músic i la seva mare escriptora. Va assistir a una escola d'arts escèniques a Sydney, on va participar en produccions teatrals. Dos dies després de complir els 18 anys, es va traslladar de Sydney a Los Angeles, Califòrnia. Dos anys més tard, Young es va traslladar a Williamsburg, Brooklyn, Nova York.

## Carrera
Odessa Young va començar a actuar professionalment als 11 anys, quan va ser seleccionada per la seva professora de teatre a l'espectacle infantil australià My Place. Va actuar en sèries de televisió com Wonderland i Tricky Business abans de fer la transició a les pel·lícules.
El 2015, va protagonitzar la pel·lícula The Daughter amb Geoffrey Rush i Sam Neill. Va ser seleccionada com "la filla" després de modificar la seva visió del personatge perquè semblés menys madur que en la seva primera audició. També el 2015, va actuar al costat de Radha Mitchell a Looking for Grace, on va interpretar Grace. Més tard aquell any, la revista Elle la va anomenar "l'estrella en ascens més brillant d'Austràlia". Pel seu paper a The Daughter, Young va atreure una considerable aclamació de la crítica i va guanyar la millor actriu en un paper protagonista als premis AACTA 2016. La seva actuació a The Daughter també li va valer un premi a la millor actriu de l'Associació Australiana de Crítics de Cinema.
El 2016, estava en negociacions finals per interpretar la protagonista femenina a When The Street Lights Go On on Hulu.
El 2017, Young va interpretar a Genevieve a la sèrie web High Life ; per la seva actuació, va guanyar un premi de l'Acadèmia Internacional de Televisió Web a la millor actriu principal de drama. El 2018, va guanyar el premi a la millor actriu al 5è Festival anual de sèries web de Vancouver pel seu paper a la mateixa sèrie.
El 2018, va protagonitzar les pel·lícules Assassination Nation i A Million Little Pieces. Aquell any, també va fer el seu debut fora de Broadway a Days of Rage al Tony Kiser Theatre, on interpreta la radical Quinn el 1969.
Va ser emesa a la minisèrie The Stand el 2019 durant el qual hi va haver quatre dies de rodatge abans del bloqueig a Vancouver, de manera que el rodatge es va tornar a recuperar més tard. Estrenada el 2020, la sèrie compta amb Young com Frannie, amb una "nova coda coescrita pel mateix King" que li dona un retrat diferent al del llibre de l'episodi final.
El 2020, Young va ser seleccionada com a hostessa a la sèrie de televisió d'HBO Max Tokyo Vice, dirigida per Michael Mann i escrita per JT Rogers. Posteriorment va ser substituïda per Rachel Keller, quan es va retirar de la producció per conflictes de programació relacionats amb la pandèmia de la COVID-19. A la pel·lícula del 2020 Shirley, Young interpreta a Rose, una dona jove recentment casada que viu a la mateixa casa que Shirley Jackson. El 2020, Odessa Young va participar en Acting for a Cause, una obra clàssica en directe i una sèrie de lectura de guions creada, dirigida i produïda per Brando Crawford. Young va interpretar Lady Prism a The Importance of Being Earnest d'Oscar Wilde. La lectura va recaptar fons per a organitzacions benèfiques sense ànim de lucre, com ara el Mount Sinai Medical Center.
Vogue la va nomenar un dels sis actors que es veuria el 2021. Aquell any, també va participar en la pel·lícula britànica Mothering Sunday.

## Filmografia

### Pel·lícules
| Curs | Títol                   | Personatge        | Notes          |
| ---- | ----------------------- | ----------------- | -------------- |
| 2015 | The Daughter            | Hedvig Finch      |                |
| 2015 | Looking for Grace       | Gràcia            |                |
| 2017 | Sweet Virginia          | Maggie Russell    |                |
| 2018 | Assassination Nation    | Lily Colson       |                |
| 2018 | A Million Little Pieces | Lilly             |                |
| 2018 | The Professor           | Olivia Brown      |                |
| 2018 | Celeste                 | Rita              |                |
| 2019 | The Giant               | Charlotte         |                |
| 2020 | Shirley                 | Rose Nemser/Paula |                |
| 2021 | Mothering Sunday        | Jane Fairchild    |                |
| 2023 | Manodrome               |                   | Post-producció |
| TBA  | The Prima Donna         |                   | Preproducció   |

### Televisió
| Curs | Títol           | Personatge        | Notes       |
| ---- | --------------- | ----------------- | ----------- |
| 2009 | My Place        | Alexandra Owen    | 1 episodi   |
| 2012 | Tricky Business | Emma Christie     | 13 episodis |
| 2014 | The Moodys      | Fran              | 1 episodi   |
| 2015 | Wonderland      | Lucy Wallace      | 3 episodis  |
| 2017 | High Life       | Geneviève         | Sèrie web   |
| 2020 | The Stand       | Frannie Goldsmith | Minisèrie   |
| 2022 | The Staircase   | Martha Ratliff    | Minisèrie   |

## Premis i nominacions
| Any  | Associació                              | Categoria                              | Treball nominat | Resultat   | Ref.   |
| ---- | --------------------------------------- | -------------------------------------- | --------------- | ---------- | ------ |
| 2016 | Premis AACTA                            | Millor actriu en un paper protagonista | The Daughter    | Guanyadora | [ 37 ] |
| 2017 | International Academy of Web Television | Millor actriu principal - Drama        | High Life       | Guanyadora | [ 38 ] |
| 2018 | Vancouver Web Series Festival           | Millor actriu                          | High Life       | Guanyadora | [ 39 ] |